# Keramat Mupakat
Keramat Mupakat is een bestuurslaag in het regentschap Aceh Tengah van de provincie Atjeh, Indonesië. Keramat Mupakat telt 2311 inwoners (volkstelling 2010).